# 仙石久治 (式部)
仙石 久治（せんごく ひさはる、生年不詳 - 寛文3年1月21日（1663年2月28日））は、江戸時代前期の武士。信濃上田藩の家老。仙石久忠の子。通称は九兵衛、のちに式部と称する。子に政治、政忠。

## 生涯
信濃上田藩主・仙石氏の一族である仙石久忠の子として誕生。
父の久忠は藩祖・仙石秀久の嫡男ながら、失明したため後嗣から外され、京にて検校となった。久治もともに京に住したが、父の死後に叔父の上田藩主・仙石忠政に招かれ、その子・政俊の代まで家老として仕えた。
寛文3年（1663年）、死去。法名は、勇健院殿広養常在禅定門。墓所は、長野県上田市鍛冶町の本陽寺。
子に政治、政忠があった。後に子を失った主家・仙石政明の藩主後継の座を巡り、政治の子・靭負政時と政忠の子・久貞が争った。結果、政時が宗家を継ぎ政房と名乗って出石藩第2代藩主となり、久貞は失脚した。この双方の子孫の争いはその後も続き、仙石騒動を引き起こすことになる。